# 나디아 루트피
나디아 루트피(아랍어: نادية لطفي, 영어: Nadia Lutfi, 1934년 1월 3일 ~ 2020년 2월 4일)는 이집트의 배우이다. 이집트 영화의 황금 시대의 인기 배우 중 한 명이다.